# Église Saint-Michel de Berlin
L'église Saint-Michel (Sankt-Michael-Kirche) est une église catholique partiellement détruite qui se trouve à Berlin, à la limite du quartier du Mitte et du quartier de Kreuzberg. Elle a été bâtie en 1851 et constitue avec la cathédrale Sainte-Edwige (1743-1777), l'église catholique la plus ancienne de Berlin.
L'église est consacrée à l'archange saint Michel.

## Historique

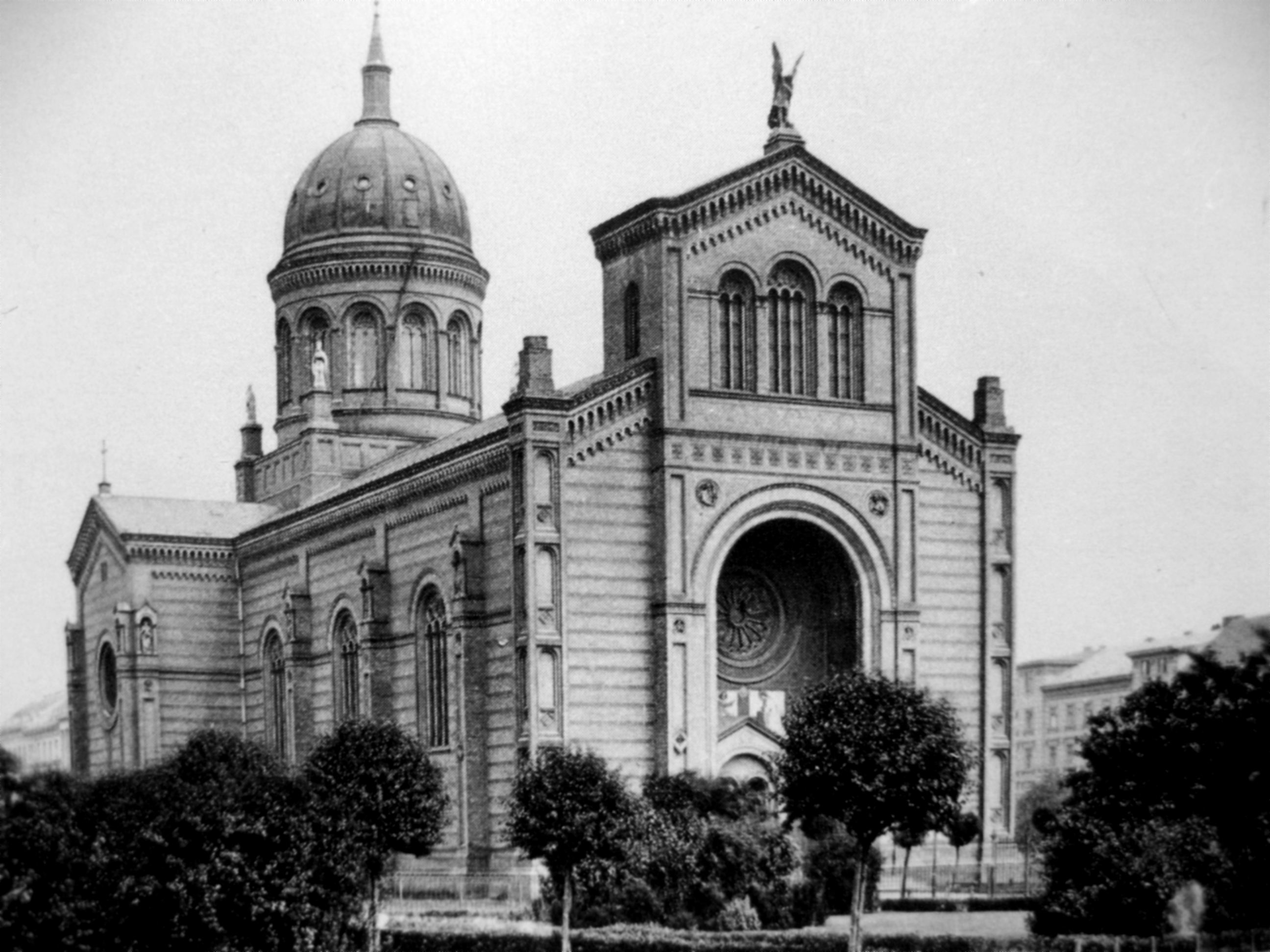
Vue de l'église en 1880

Le roi de Prusse Frédéric-Guillaume IV, lui-même calviniste comme toute la Maison Hohenzollern (alors que les Prussiens sont majoritairement luthériens) permet la construction d'une seconde église catholique à Berlin, devant servir d'église de garnison aux soldats de confession catholique et vouée à saint Michel, patron des armées. Les premiers plans sont présentés en 1846 par August Soller, avec une église néogothique dont la façade est décorée de deux tours identiques. C'est finalement en 1848 que le projet d'une église avec une coupole centrale sur un haut tambour est acceptée par le roi. La construction se déroule de 1851 à 1859 pour un coût de 438 000 marks, et elle est consacrée en 1861. La paroisse militaire comprend alors trois mille officiers et soldats. Deux ans plus tard, une communauté ordinaire civile est formée, qui croît encore plus rapidement, à tel point que l'église devient uniquement civile à partir de 1877 et accède au statut de paroisse à part entière en 1888. En 1851, l'église est entourée de landes et, en 1859, elle comprend déjà six mille fidèles. Au tournant des XIXe et XXe siècles, la paroisse compte, avec l'accroissement de la population alentour, vingt mille fidèles.
Luisenstadt et ses nombreuses casernes à proximité est à l'époque un quartier en plein bouleversement social et la population ouvrière est confrontée à des situations difficiles. Ainsi, en 1892, la paroisse crée une caisse d'entraide pour les chômeurs. Les Filles de Marie arrivent en 1888 de Breslau pour aider cette population, souvent d'origine silésienne. Elle crée la Marienstift (fondation de Marie) qui apporte diverses aides, comme des soins pour les malades, un jardin d'enfant, ou un soutien aux jeunes filles domestiques. Elles y demeurent jusqu'en 1995. Le bienheureux père Lichtenberg, futur opposant au national-socialisme, y est vicaire de 1903 à 1905. l'engagement social de la paroisse est encore confirmé par le père Maximilian Kaller (de) (lui aussi opposant au national-socialisme) entre 1917 et 1925.
Un bombardement aérien anglo-américain du 3 février 1945 détruit complètement le quartier de Luisenstadt et l'église brûle entièrement. L'orgue, considéré comme le plus prestigieux de la capitale, est anéanti, le toit s'écroule et l'intérieur de l'édifice est presque détruit. Seuls demeurent la façade, la coupole et les murs extérieurs. Le curé Franz Kusche réunit des fonds après la guerre pour faire reconstruire l'abside, la sacristie et le transept. Le culte reprend en 1953. Trois nouvelles cloches sont montées en 1957 et un nouvel orgue est inauguré en 1960.
Lorsque le mur de Berlin est construit en 1961, les paroissiens de Saint-Michel se trouvant à Berlin-Ouest ne peuvent plus accéder à leur église et construisent donc une nouvelle église tout près du mur, à la Waldemarstraße, qui est prête en 1965. Depuis la réunification, cette église sert de salle paroissiale. Les deux communautés font désormais partie de deux paroisses différentes. Les anciens paroissiens qui se trouvaient à Berlin-Est sont affiliés à la communauté paroissiale de la cathédrale Sainte-Edwige et ceux de l'ouest à la paroisse Notre-Dame.
Les restes de l'église Saint-Michel sont inscrits au patrimoine architectural de la ville de Berlin-Est en 1978. Ses murs sont consolidés en 1978-1980 et une nouvelle toiture recouvre la coupole surmontée d'une croix dorée remise en place. Une maison paroissiale est construite dans les ruines entre 1985 et 1988. Après la chute du mur, les travaux continuent, la statue de l'archange saint Michel retrouve sa place en 1993, et la mosaïque au-dessus du portail est restaurée en 1999. Elle représente l'Annonciation faite à Marie.

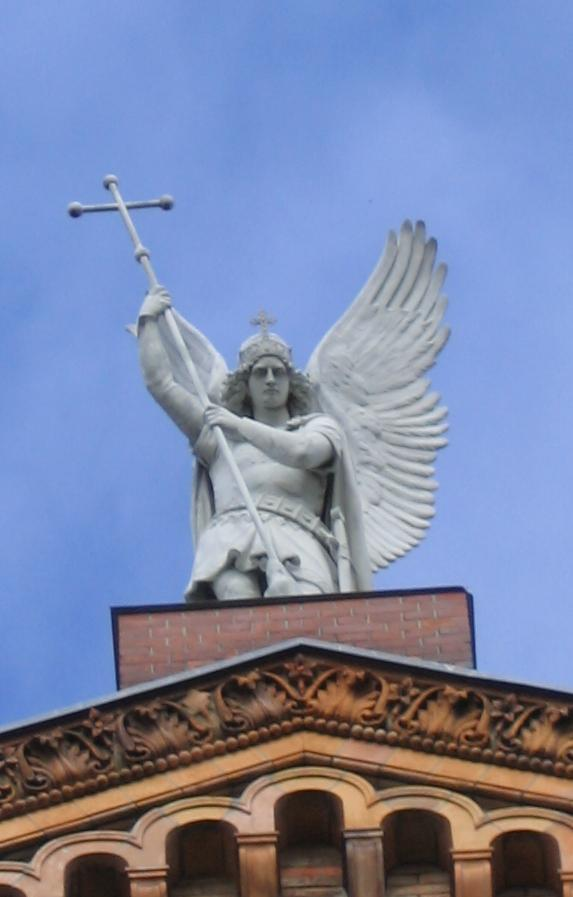
Statue de l'archange saint Michel au-dessus du fronton (réplique de l'œuvre d'August Kiß)

La nef est toujours actuellement sans toiture, et le culte se tient dans le transept. Une association est formée depuis 2001 pour réunir des fonds afin de reconstruire l'église selon son plan originel.
Cependant, comme partout ailleurs à Berlin, la communauté catholique de Saint-Michel est en nette diminution. Elle ne comptait plus que 800 fidèles en 2003. Aussi l'archidiocèse a-t-il pris la décision cette année-là de la réunir à la paroisse de Sainte-Edwige.

## Architecture

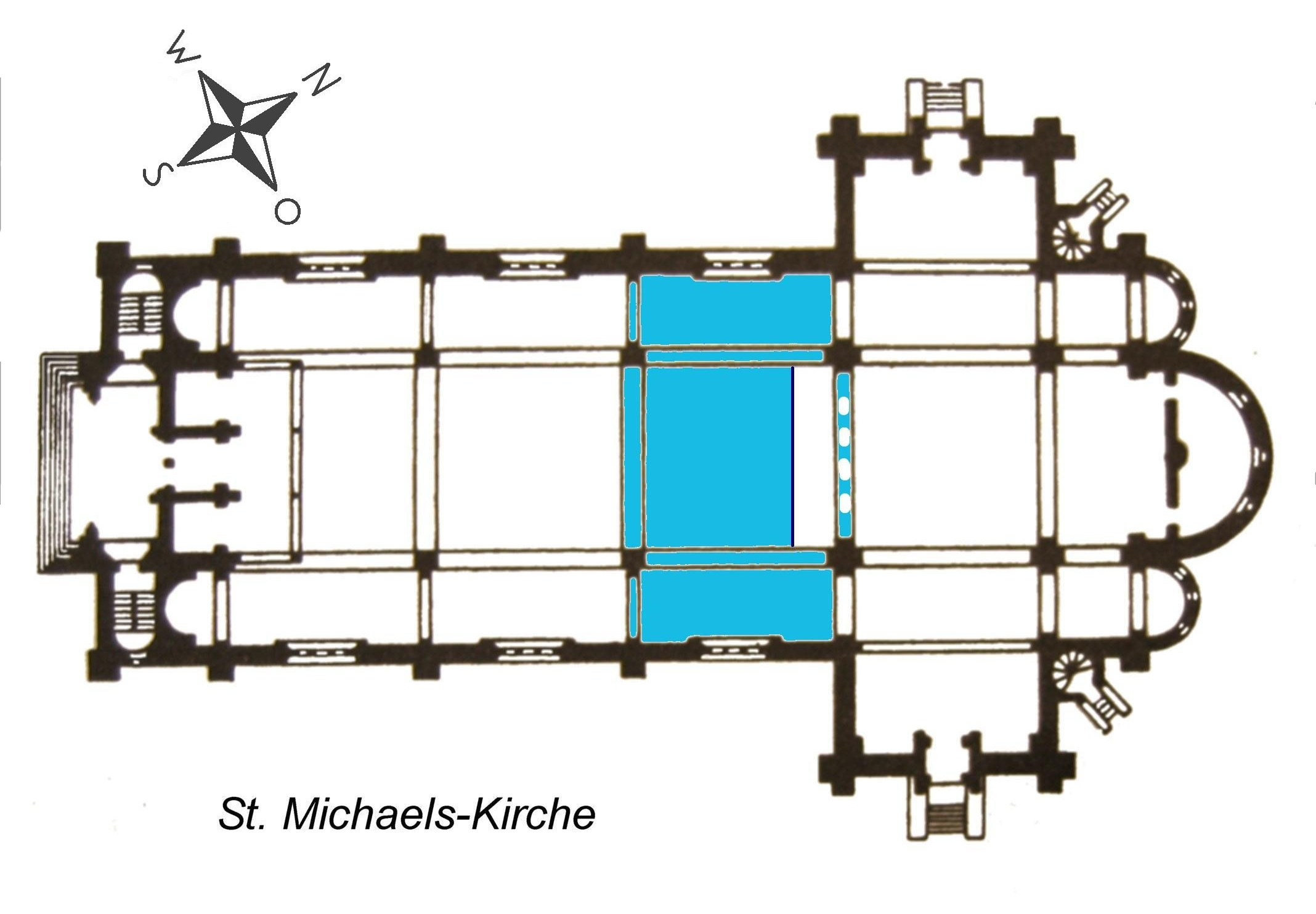
Plan de l'église

L'église présente un plan à trois nefs de 55 mètres de longueur et de 30 mètres de hauteur. La nef est de 19 mètres de largeur. Sa coupole s'élève à 56 mètres de hauteur.
La façade sans clocher est surmontée sur son fronton de la statue de l'archange saint Michel.
L'église est de style historiciste mêlant le néoclassicisme et des éléments néomédiévaux s'inspirant des églises médiévales de Venise ou de Padoue, ainsi que des éléments néorenaissance.

## Illustrations

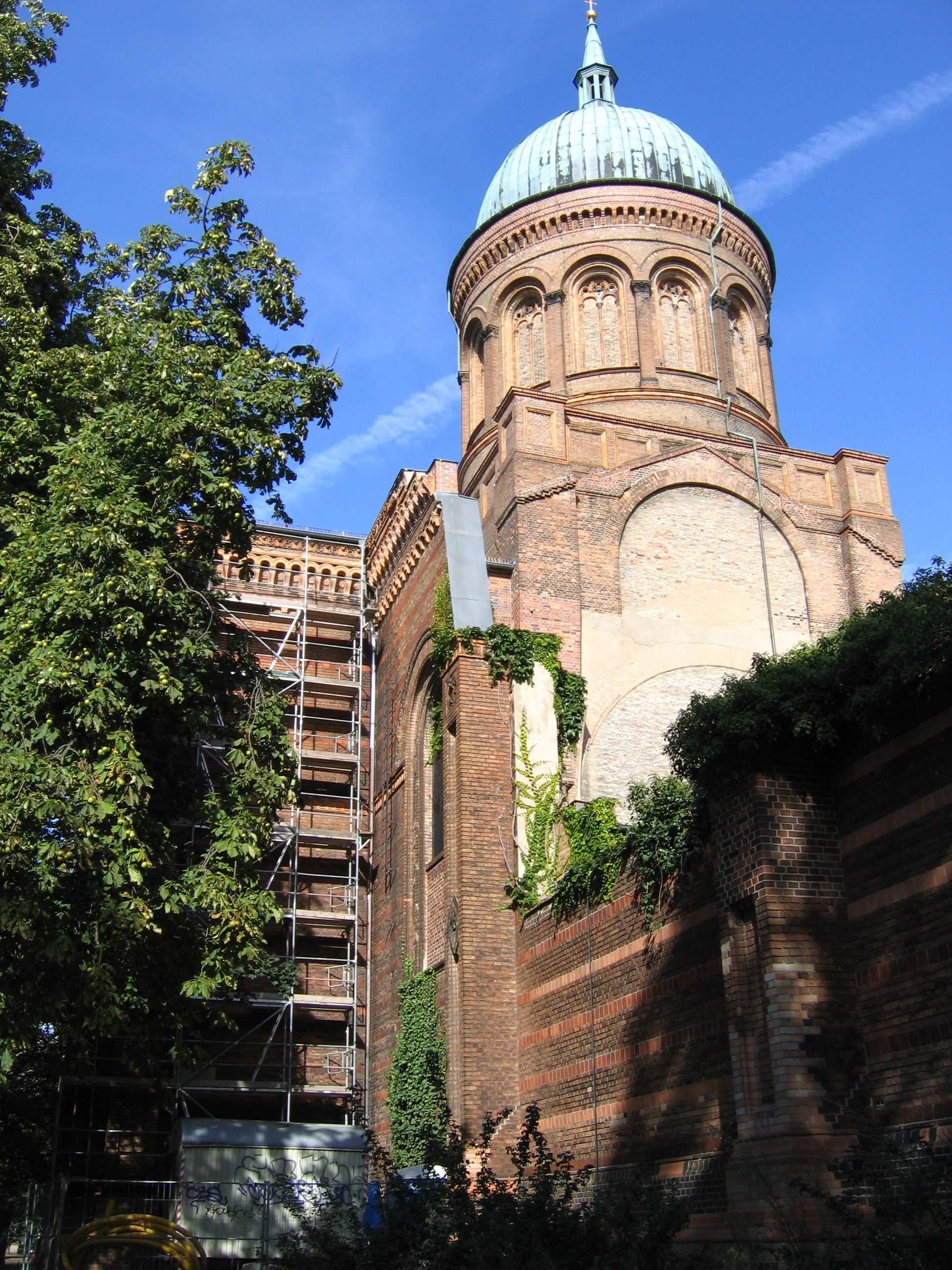
Vue de côté de la coupole en 2004
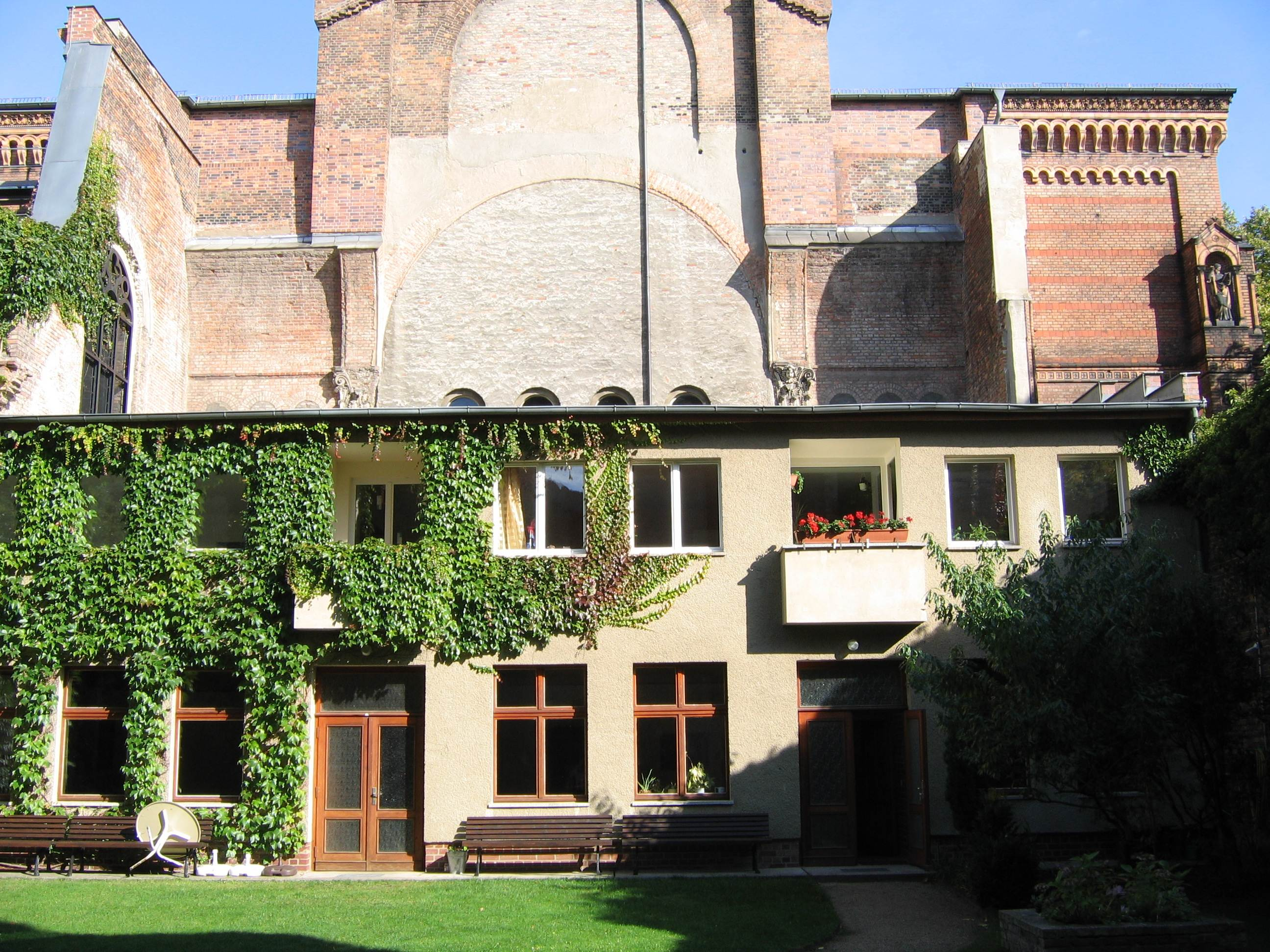
Vue de la maison paroissiale construite dans l'ancienne nef
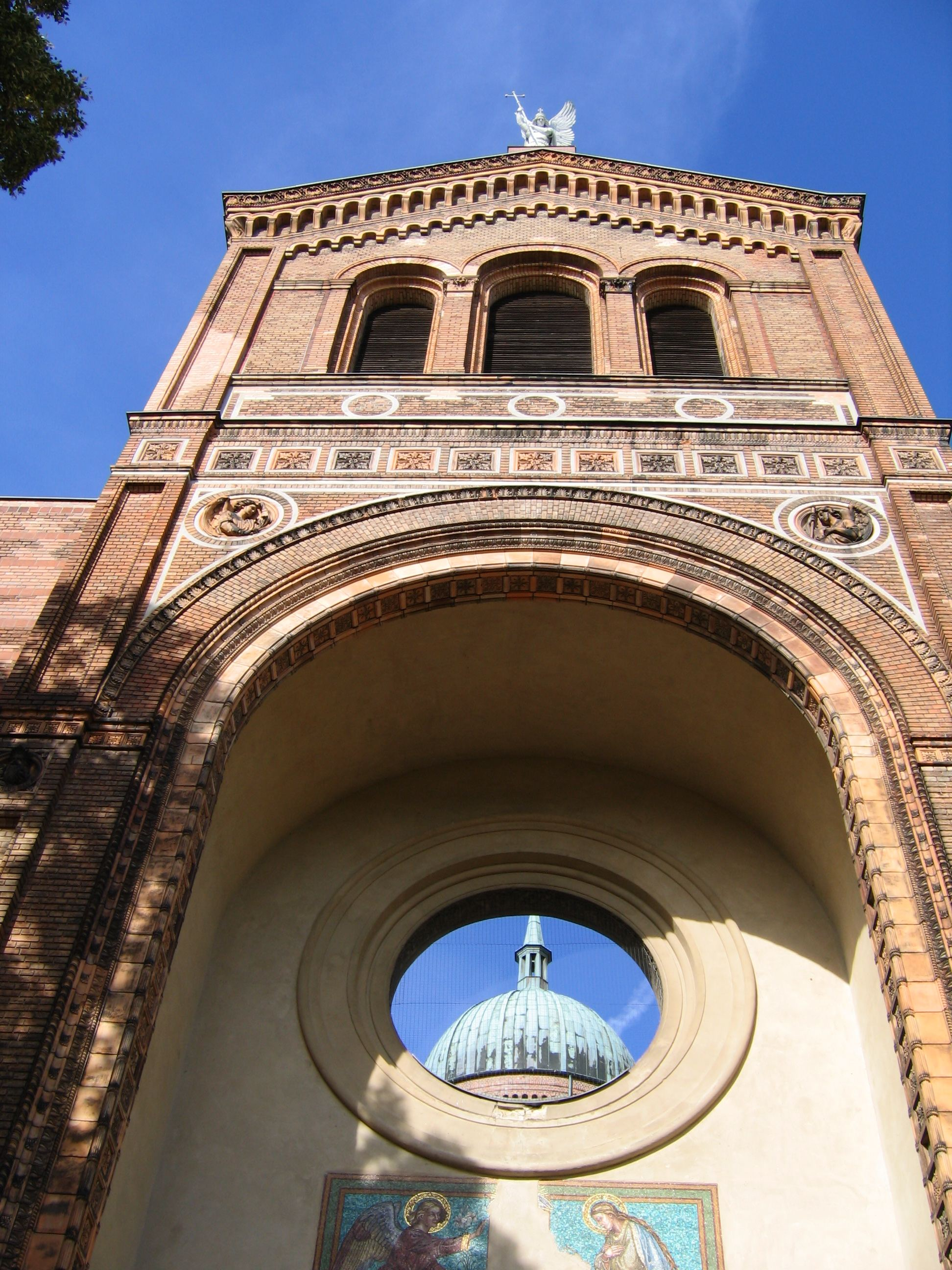
Vue de la façade
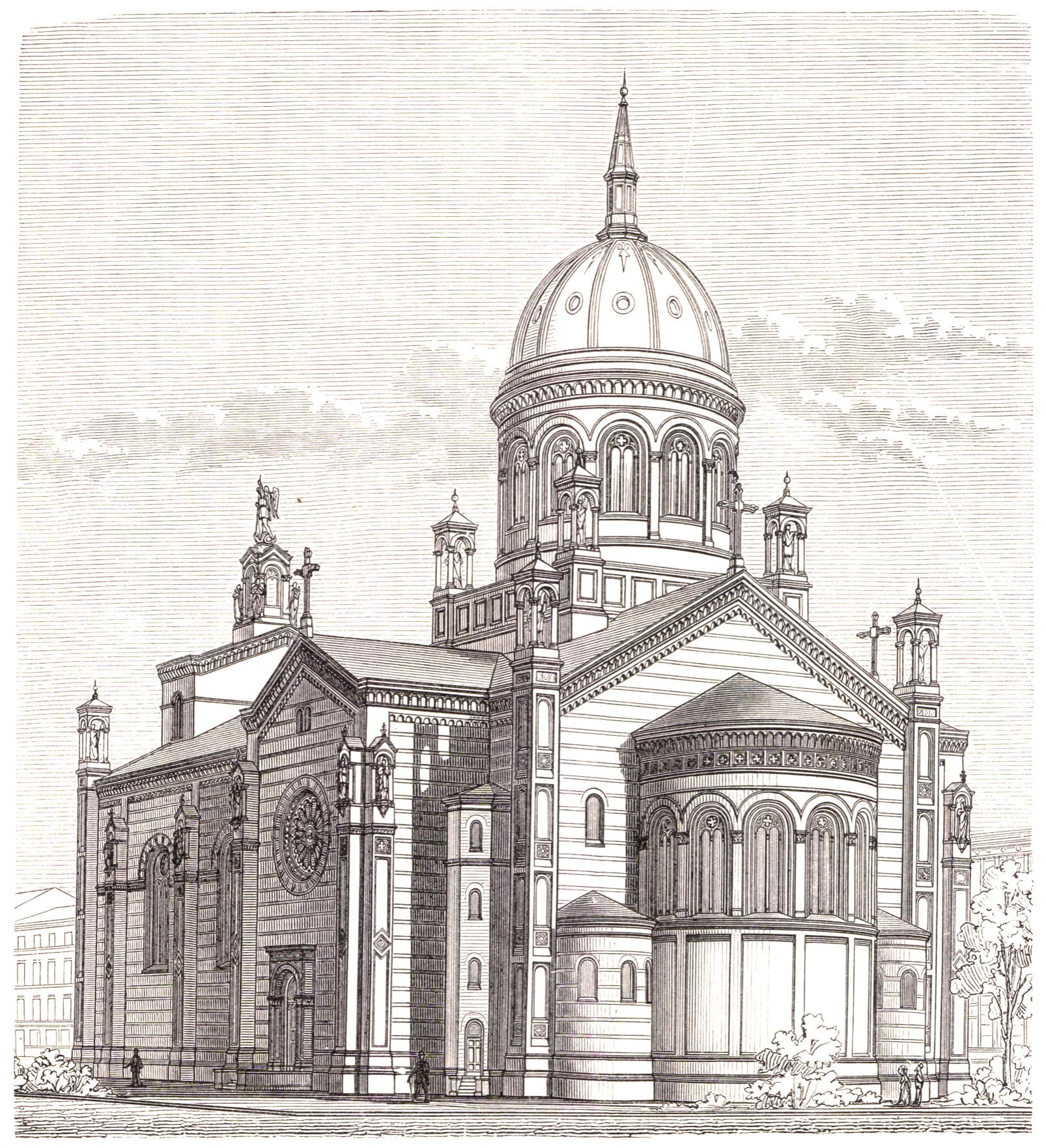
Dessin de l'église à la fin du XIXe siècle

## Bibliographie

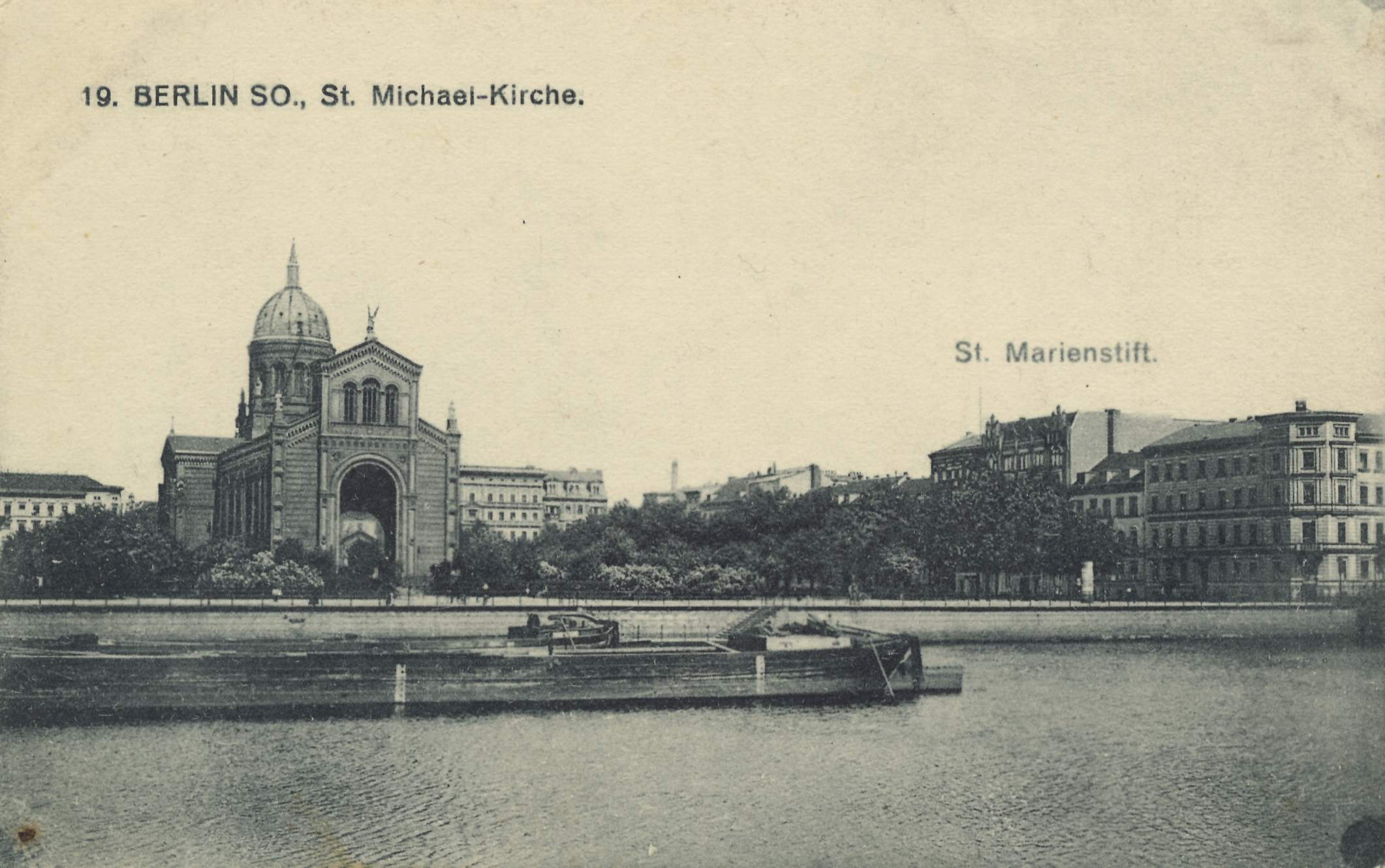
Carte postale de 1917